# His Trust Fulfilled
His Trust Fulfilled er en amerikansk stumfilm fra 1911 af D. W. Griffith.

## Medvirkende
- Wilfred Lucas - George
- Claire McDowell - Mrs. Frazier
- Gladys Egan
- Dorothy West
- Verner Clarges - John Gray